# Parc d'État de Saint-Bernard
Le parc d'État de Saint-Bernard (anglais : St. Bernard State Park) est un parc d'État situé dans l’État américain de la Louisiane, dans la paroisse de Saint-Bernard. Il se trouve approximativement à 30 km au sud-est de La Nouvelle-Orléans. Sa fréquentation est assez faible, c'est l'un des parcs d'État les moins visités de la Louisiane.

## Histoire
Le parc d'État de Saint-Bernard fut créé en 1971 lorsque la terre où le parc se situe a été donnée à l'État par une famille locale. Il fut le seul parc fréquenté pendant 34 ans dans la paroisse de Saint-Bernard jusqu'à ce qu'il soit fortement endommagé par l'Ouragan Katrina. Le parc est fermé pendant 1 an.